# Campionato mondiale di hockey su ghiaccio maschile 2006
Il 70º Campionato mondiale di hockey su ghiaccio è stato assegnato dall'International Ice Hockey Federation alla Lettonia, che lo ha ospitato nella capitale Riga nel periodo tra il 5 maggio e il 21 maggio 2006. È la prima volta che una nazione baltica ha ospitato la fase finale del torneo iridato. La competizione si è svolta a due mesi dal termine del Torneo olimpico in occasione dei XX Giochi olimpici invernali di Torino.
La nazionale ceca era la detentrice del titolo, in virtù del successo ottenuto l'anno precedente in Austria nel 2005.
Il torneo è stato vinto dalla Svezia, al suo ottavo titolo mondiale, che ha sconfitto in finale i campioni uscenti della Repubblica Ceca per 4-0. Al gradino più basso del podio è invece giunta la Finlandia, che si è imposta sul Canada per 5-0. Per la prima volta nella storia una nazionale è riuscita a vincere nello stesso anno i Giochi Olimpici e il Campionato mondiale.

## Stadi
- L'Arena Riga di Riga, la quale ospita i match casalinghi della Dinamo Riga, squadra della Kontinental Hockey League, è una struttura polivalente usata per numerosi eventi sportivi e non solo, come concerti e incontri di basket. Costruita a partire dal 2004 ed inaugurata nel febbraio 2006, può ospitare 10.300 spettatori. Vi si sono svolte trentatré partite, inclusa tutta la fase finale ad eliminazione diretta.
- La Skonto Hall di Riga, costruita nel 1996 e ristrutturata nel 2006, è anch'essa una struttura polivalente e può ospitare circa 6.500 posti a sedere. Vi si sono disputati ventitré incontri su cinquantasei.

| Arena Riga       | Skonto Hall     |
| Capienza: 10.300 | Capienza: 6.500 |
|                  |                 |

## Partecipanti
Al torneo prendono parte 16 squadre:
| 13 dall'Europa    | Bielorussia | Danimarca                             | Finlandia | Italia (Promossa dalla I divisione) |
| 13 dall'Europa    | Lettonia    | Norvegia (Promosso dalla I divisione) | Rep. Ceca | Russia                              |
| 13 dall'Europa    | Slovacchia  | Slovenia                              | Svezia    | Svizzera                            |
| 13 dall'Europa    | Ucraina     |                                       |           |                                     |
| 2 dal Nordamerica | Canada      | Stati Uniti                           |           |                                     |
| 1 dall'Asia       | Kazakistan  |                                       |           |                                     |

## Raggruppamenti
| Gruppo A (Riga - Arena Riga) | Gruppo B (Riga - Skonto Hall) | Gruppo C (Riga - Arena Riga) | Gruppo D (Riga - Skonto Hall) |
| Finlandia                    | Italia                        | Bielorussia                  | Canada                        |
| Lettonia                     | Svezia                        | Kazakistan                   | Danimarca                     |
| Rep. Ceca                    | Svizzera                      | Russia                       | Norvegia                      |
| Slovenia                     | Ucraina                       | Slovacchia                   | Stati Uniti                   |

## Gironi preliminari

### Girone A
| Riga 5 maggio 2006, ore 17:15 UTC+3                                                                           | Finlandia | 5 – 3 (1-2; 2-1; 2-0) referto    | Slovenia | Arena Riga (5.386 spett.) |
| Kallio 17:07 41:56 Miettinen 25:03 Bergenheim 37:44 Lehtonen 53:16 Marcatori 07:10 Kranjc 14:41 27:21 Kopitar |           |                                  |          |                           |
| |           |                                  |          |                           |
| Kallio 17:07 41:56 Miettinen 25:03 Bergenheim 37:44 Lehtonen 53:16                                            | Marcatori | 07:10 Kranjc 14:41 27:21 Kopitar |          |                           |

| Riga 5 maggio 2006, ore 21:15 UTC+3    | Lettonia  | 1 – 1 (1-1; 0-0; 0-0) referto | Rep. Ceca | Arena Riga (10.669 spett.) |
| Širokovs 06:22 Marcatori 19:32 Výborný |           |                               |           |                            |
|                                        |           |                               |           |                            |
| Širokovs 06:22                         | Marcatori | 19:32 Výborný                 |           |                            |

| Riga 7 maggio 2006, ore 16:15 UTC+3                                                                                          | Rep. Ceca | 5 – 4 (4-1; 1-2; 0-1) referto                        | Slovenia | Arena Riga (9.018 spett.) |
| Plekanec 01:09 Balaštík 03:04 Erat 10:35 Michálek 13:23 24:28 Marcatori 14:30 Murič 20:24 Sotlar 34:54 Kranjc 59:59 Razingar |           |                                                      |          |                           |
| |           |                                                      |          |                           |
| Plekanec 01:09 Balaštík 03:04 Erat 10:35 Michálek 13:23 24:28                                                                | Marcatori | 14:30 Murič 20:24 Sotlar 34:54 Kranjc 59:59 Razingar |          |                           |

| Riga 7 maggio 2006, ore 20:15 UTC+3                                        | Finlandia | 5 – 0 (0-0; 2-0; 3-0) referto | Lettonia | Arena Riga (10.616 spett.) |
| Viuhkola 24:32 Kallio 35:02 Peltonen 48:38 Berg 51:51 Rita 55:10 Marcatori |           |                               |          |                            |
|                                                                            |           |                               |          |                            |
| Viuhkola 24:32 Kallio 35:02 Peltonen 48:38 Berg 51:51 Rita 55:10           | Marcatori |                               |          |                            |

| Riga 9 maggio 2006, ore 16:15 UTC+3                                                                  | Slovenia  | 1 – 5 (1-0; 0-4; 0-1) referto                                                  | Lettonia | Arena Riga (9.539 spett.) |
| Sivic 05:35 Marcatori 24:15 Semjonovs 28:20 Cipulis 29:51 Jerofejevs 37:51 Tambijevs 50:16 Vasiļjevs |           |                                                                                |          |                           |
| |           |                                                                                |          |                           |
| Sivic 05:35                                                                                          | Marcatori | 24:15 Semjonovs 28:20 Cipulis 29:51 Jerofejevs 37:51 Tambijevs 50:16 Vasiļjevs |          |                           |

| Riga 9 maggio 2006, ore 20:15 UTC+3                                                       | Rep. Ceca | 3 – 3 (2-1; 1-0; 0-2) referto            | Finlandia | Arena Riga (6.758 spett.) |
| Erat 02:28 Balaštík 02:52 Hlaváč 34:41 Marcatori 08:19 Jukkonen 40:30 Berg 58:48 Nummelin |           |                                          |           |                           |
|                                                                                           |           |                                          |           |                           |
| Erat 02:28 Balaštík 02:52 Hlaváč 34:41                                                    | Marcatori | 08:19 Jukkonen 40:30 Berg 58:48 Nummelin |           |                           |

| Pos. |           | PG | V | N | P | GF | GS | DR | Pt |
| 1.   | Finlandia | 3  | 2 | 1 | 0 | 13 | 6  | +7 | 5  |
| 2.   | Rep. Ceca | 3  | 1 | 2 | 0 | 9  | 8  | +1 | 4  |
| 3.   | Lettonia  | 3  | 1 | 1 | 1 | 6  | 7  | -1 | 3  |
| 4.   | Slovenia  | 3  | 0 | 0 | 3 | 8  | 15 | -7 | 0  |

### Girone B
| Riga 6 maggio 2006, ore 16:15 UTC+3                               | Svizzera  | 3 – 1 (0-0; 0-1; 3-0) referto | Italia | Skonto Hall (4.450 spett.) |
| Rüthemann 44:56 Della Rossa 52:31 Plüss 59:40 Marcatori 30:18 Iob |           |                               |        |                            |
|                                                                   |           |                               |        |                            |
| Rüthemann 44:56 Della Rossa 52:31 Plüss 59:40                     | Marcatori | 30:18 Iob                     |        |                            |

| Riga 6 maggio 2006, ore 20:15 UTC+3                                                     | Ucraina   | 2 – 4 (1-1; 1-2; 0-1) referto                   | Svezia | Skonto Hall (3.492 spett.) |
| Kasjančuk 19:16 Michnov 34:55 Marcatori 17:55 20:50 Emvall 38:55 Karlsson 46:38 Hannula |           |                                                 |        |                            |
|                                                                                         |           |                                                 |        |                            |
| Kasjančuk 19:16 Michnov 34:55                                                           | Marcatori | 17:55 20:50 Emvall 38:55 Karlsson 46:38 Hannula |        |                            |

| Riga 8 maggio 2006, ore 16:15 UTC+3               | Svizzera  | 2 – 1 (2-0; 0-1; 0-0) referto | Ucraina | Skonto Hall (4.609 spett.) |
| Bezina 09:57 Ambühl 18:06 Marcatori 33:54 Michnov |           |                               |         |                            |
|                                                   |           |                               |         |                            |
| Bezina 09:57 Ambühl 18:06                         | Marcatori | 33:54 Michnov                 |         |                            |

| Riga 8 maggio 2006, ore 20:15 UTC+3                             | Svezia    | 4 – 0 (2-0; 1-0; 1-0) referto | Italia | Skonto Hall (3.586 spett.) |
| Karlsson 14:02 Lundqvist 16:00 K. Jönsson 22:36 47:19 Marcatori |           |                               |        |                            |
|                                                                 |           |                               |        |                            |
| Karlsson 14:02 Lundqvist 16:00 K. Jönsson 22:36 47:19           | Marcatori |                               |        |                            |

| Riga 10 maggio 2006, ore 16:15 UTC+3                                                                 | Italia    | 2 – 4 (0-1; 1-1; 1-2) referto                               | Ucraina | Skonto Hall (2.174 spett.) |
| Busillo 32:25 Borgatello 55:38 Marcatori 14:54 Kasjančuk 21:08 Sal'nykov 51:11 Hun'ko 57:56 Djačenko |           |                                                             |         |                            |
| |           |                                                             |         |                            |
| Busillo 32:25 Borgatello 55:38                                                                       | Marcatori | 14:54 Kasjančuk 21:08 Sal'nykov 51:11 Hun'ko 57:56 Djačenko |         |                            |

| Riga 10 maggio 2006, ore 20:15 UTC+3                                                                          | Svezia    | 4 – 4 (1-0; 1-1; 2-3) referto                  | Svizzera | Skonto Hall (3.031 spett.) |
| Zetterberg 13:43 44:11 Mattsson 44:37 Karlsson 51:16 Marcatori 23:19 Wirz 45:02 56:44 Sannitz 51:35 Rüthemann |           |                                                |          |                            |
| |           |                                                |          |                            |
| Zetterberg 13:43 44:11 Mattsson 44:37 Karlsson 51:16                                                          | Marcatori | 23:19 Wirz 45:02 56:44 Sannitz 51:35 Rüthemann |          |                            |

| Pos. |          | PG | V | N | P | GF | GS | DR | Pt |
| 1.   | Svezia   | 3  | 2 | 1 | 0 | 12 | 6  | +6 | 5  |
| 2.   | Svizzera | 3  | 2 | 1 | 0 | 9  | 6  | +3 | 5  |
| 3.   | Ucraina  | 3  | 1 | 0 | 2 | 7  | 8  | -1 | 2  |
| 4.   | Italia   | 3  | 0 | 0 | 3 | 3  | 11 | -8 | 0  |

### Girone C
| Riga 6 maggio 2006, ore 16:15 UTC+3                    | Bielorussia | 2 – 1 (0-0; 2-1; 0-0) referto | Slovacchia | Arena Riga (6.960 spett.) |
| Mjaleška 34:18 Antonenka 39:27 Marcatori 37:29 Čiernik |             |                               |            |                           |
|                                                        |             |                               |            |                           |
| Mjaleška 34:18 Antonenka 39:27                         | Marcatori   | 37:29 Čiernik                 |            |                           |

| Riga 6 maggio 2006, ore 20:15 UTC+3                                                                                                | Russia    | 10 – 1 (4-1; 4-0; 2-0) referto | Kazakistan | Arena Riga (7.190 spett.) |
| Ovečkin 01:36 24:13 29:39 Archipov 02:44 Gorovikov 10:44 Bykov 18:48 Malkin 26:41 Sëmin 32:24 44:38 53:52 Marcatori 17:40 Koreškov |           |                                |            |                           |
| |           |                                |            |                           |
| Ovečkin 01:36 24:13 29:39 Archipov 02:44 Gorovikov 10:44 Bykov 18:48 Malkin 26:41 Sëmin 32:24 44:38 53:52                          | Marcatori | 17:40 Koreškov                 |            |                           |

| Riga 8 maggio 2006, ore 16:15 UTC+3                                                  | Russia    | 3 – 2 (1-0; 0-2; 2-0) referto  | Bielorussia | Arena Riga (7.945 spett.) |
| Emeleev 10:57 Kuljaš 43:28 Charitonov 53:19 Marcatori 21:40 Antonenka 23:28 Makrycki |           |                                |             |                           |
|                                                                                      |           |                                |             |                           |
| Emeleev 10:57 Kuljaš 43:28 Charitonov 53:19                                          | Marcatori | 21:40 Antonenka 23:28 Makrycki |             |                           |

| Riga 8 maggio 2006, ore 20:15 UTC+3                                                             | Slovacchia | 6 – 0 (0-0; 3-0; 3-0) referto | Kazakistan | Arena Riga (6.788 spett.) |
| Kapuš 20:41 Surový 32:42 Bartovič 39:48 Pavlikovský 49:05 Kováčik 55:06 Jurčina 56:22 Marcatori |            |                               |            |                           |
|                                                                                                 |            |                               |            |                           |
| Kapuš 20:41 Surový 32:42 Bartovič 39:48 Pavlikovský 49:05 Kováčik 55:06 Jurčina 56:22           | Marcatori  |                               |            |                           |

| Riga 10 maggio 2006, ore 16:15 UTC+3                                                                    | Slovacchia | 3 – 4 (2-2; 1-1; 0-1) referto                         | Russia | Arena Riga (7.467 spett.) |
| Surový 06:00 Kollár 09:03 Čiernik 36:45 Marcatori 03:56 Kuljaš 17:26 Malkin 27:23 Zaripov 46:02 Michnov |            |                                                       |        |                           |
| |            |                                                       |        |                           |
| Surový 06:00 Kollár 09:03 Čiernik 36:45                                                                 | Marcatori  | 03:56 Kuljaš 17:26 Malkin 27:23 Zaripov 46:02 Michnov |        |                           |

| Riga 10 maggio 2006, ore 20:15 UTC+3                                                                              | Kazakistan | 1 – 7 (1-1; 0-3; 0-3) referto                                                          | Bielorussia | Arena Riga (6.359 spett.) |
| Spiridonov 18:57 Marcatori 02:07 Kascicyn 29:08 45:11 Zadzjalënaŭ 34:28 Čuprys 39:25 48:42 Hraboŭski 46:13 Dudzik |            |                                                                                        |             |                           |
| |            |                                                                                        |             |                           |
| Spiridonov 18:57                                                                                                  | Marcatori  | 02:07 Kascicyn 29:08 45:11 Zadzjalënaŭ 34:28 Čuprys 39:25 48:42 Hraboŭski 46:13 Dudzik |             |                           |

| Pos. |             | PG | V | N | P | GF | GS | DR  | Pt |
| 1.   | Russia      | 3  | 3 | 0 | 0 | 17 | 6  | +11 | 6  |
| 2.   | Bielorussia | 3  | 2 | 0 | 1 | 11 | 5  | +6  | 4  |
| 3.   | Slovacchia  | 3  | 1 | 0 | 2 | 10 | 6  | +4  | 2  |
| 4.   | Kazakistan  | 3  | 0 | 0 | 3 | 2  | 23 | -21 | 0  |

### Girone D
| Riga 5 maggio 2006, ore 16:15 UTC+3              | Stati Uniti | 3 – 1 (0-1; 1-0; 2-0) referto | Norvegia | Skonto Hall (4.300 spett.) |
| Brown 21:21 45:42 55:46 Marcatori 13:32 Jakobsen |             |                               |          |                            |
|                                                  |             |                               |          |                            |
| Brown 21:21 45:42 55:46                          | Marcatori   | 13:32 Jakobsen                |          |                            |

| Riga 5 maggio 2006, ore 20:15 UTC+3                                                                                | Danimarca | 3 – 5 (0-3; 3-0; 0-2) referto                              | Canada | Skonto Hall (3.427 spett.) |
| F. Nielsen 27:43 J. Nielsen 30:46 Staal 37:49 Marcatori 05:01 Boyes 07:18 43:17 Crosby 13:41 Comrie 53:09 Richards |           |                                                            |        |                            |
| |           |                                                            |        |                            |
| F. Nielsen 27:43 J. Nielsen 30:46 Staal 37:49                                                                      | Marcatori | 05:01 Boyes 07:18 43:17 Crosby 13:41 Comrie 53:09 Richards |        |                            |

| Riga 7 maggio 2006, ore 16:15 UTC+3              | Stati Uniti | 3 – 0 (0-0; 2-0; 1-0) referto | Danimarca | Skonto Hall (3.886 spett.) |
| Alberts 20:33 Stastny 26:32 Park 52:52 Marcatori |             |                               |           |                            |
|                                                  |             |                               |           |                            |
| Alberts 20:33 Stastny 26:32 Park 52:52           | Marcatori   |                               |           |                            |

| Riga 7 maggio 2006, ore 20:15 UTC+3                                                                               | Canada    | 7 – 1 (3-0; 4-0; 0-1) referto | Norvegia | Skonto Hall (3.983 spett.) |
| Bergeron 08:09 31:56 Boyes 08:33 Comrie 13:35 Crosby 21:05 Williams 23:00 Shanahan 33:53 Marcatori 47:42 Thoresen |           |                               |          |                            |
| |           |                               |          |                            |
| Bergeron 08:09 31:56 Boyes 08:33 Comrie 13:35 Crosby 21:05 Williams 23:00 Shanahan 33:53                          | Marcatori | 47:42 Thoresen                |          |                            |

| Riga 9 maggio 2006, ore 16:15 UTC+3                                                                                                | Norvegia  | 6 – 3 (1-2; 3-0; 2-1) referto        | Danimarca | Skonto Hall (3.885 spett.) |
| Trygg 16:36 Hansen 28:41 Skrøder 30:02 Thoresen 33:34 Holtet 41:08 Vikingstad 59:18 Marcatori 17:30 Green 19:59 Staal 43:43 Hansen |           |                                      |           |                            |
| |           |                                      |           |                            |
| Trygg 16:36 Hansen 28:41 Skrøder 30:02 Thoresen 33:34 Holtet 41:08 Vikingstad 59:18                                                | Marcatori | 17:30 Green 19:59 Staal 43:43 Hansen |           |                            |

| Riga 9 maggio 2006, ore 20:15 UTC+3                | Canada    | 2 – 1 (0-1; 1-0; 1-0) referto | Stati Uniti | Arena Riga (4.553 spett.) |
| Crosby 29:01 Shanahan 47:44 Marcatori 13:53 Kessel |           |                               |             |                           |
|                                                    |           |                               |             |                           |
| Crosby 29:01 Shanahan 47:44                        | Marcatori | 13:53 Kessel                  |             |                           |

| Pos. |             | PG | V | N | P | GF | GS | DR  | Pt |
| 1.   | Canada      | 3  | 3 | 0 | 0 | 14 | 5  | +11 | 6  |
| 2.   | Stati Uniti | 3  | 2 | 0 | 1 | 7  | 3  | +4  | 4  |
| 3.   | Norvegia    | 3  | 1 | 0 | 2 | 8  | 13 | -5  | 2  |
| 4.   | Danimarca   | 3  | 0 | 0 | 3 | 6  | 14 | -8  | 0  |

## Seconda fase
Le prime tre squadre di ogni gruppo preliminare avanzano alla seconda fase. Le dodici squadre vengono divise successivamente in due gruppi: le squadre dai gruppi A e D confluiscono nel Gruppo E, mentre le squadre dei gruppi B e C nel Gruppo F.
Ogni squadra conserva i punti ottenuti con le altre due squadre qualificate del proprio girone. In questa fase affrontano le altre tre squadre provenienti dall'altro girone preliminare.
Le prime quattro squadre dei gruppi E ed F accedono alla fase a eliminazione diretta.

### Girone E
| Riga 11 maggio 2006, ore 20:15 UTC+3 | Canada    | 11 – 0 (4-0; 1-0; 6-0) referto | Lettonia | Arena Riga (8.389 spett.) |
| Williams 05:41 Crosby 08:49 Boyes 14:40 Bergeron 17:43 Shanahan 25:58 Carter 40:24 Pettinger 41:18 Richards 42:24 Calder 45:59 46:31 Hartnell 50:17 Marcatori |           |                                |          |                           |
| |           |                                |          |                           |
| Williams 05:41 Crosby 08:49 Boyes 14:40 Bergeron 17:43 Shanahan 25:58 Carter 40:24 Pettinger 41:18 Richards 42:24 Calder 45:59 46:31 Hartnell 50:17           | Marcatori |                                |          |                           |

| Riga 12 maggio 2006, ore 16:15 UTC+3                          | Rep. Ceca | 3 – 1 (0-1; 2-0; 1-0) referto | Norvegia | Arena Riga (7.004 spett.) |
| Hlaváč 27:21 Balaštík 38:31 Tenkrát 58:26 Marcatori 12:21 Ask |           |                               |          |                           |
|                                                               |           |                               |          |                           |
| Hlaváč 27:21 Balaštík 38:31 Tenkrát 58:26                     | Marcatori | 12:21 Ask                     |          |                           |

| Riga 12 maggio 2006, ore 20:15 UTC+3                                 | Finlandia | 3 – 0 (1-0; 2-0; 0-0) referto | Stati Uniti | Arena Riga (7.379 spett.) |
| Koivu 11:13 Bergenheim 26:01 Nummelin 32:44 Kukkonen 54:27 Marcatori |           |                               |             |                           |
|                                                                      |           |                               |             |                           |
| Koivu 11:13 Bergenheim 26:01 Nummelin 32:44 Kukkonen 54:27           | Marcatori |                               |             |                           |

| Riga 13 maggio 2006, ore 20:15 UTC+3                                                          | Stati Uniti | 4 – 2 (0-0; 2-1; 2-1) referto | Lettonia | Arena Riga (9.083 spett.) |
| Malone 20:59 Brown 34:19 O'Sullivan 42:27 Suter 49:50 Marcatori 22:12 Dārziņš 41:00 Semjonovs |             |                               |          |                           |
|                                                                                               |             |                               |          |                           |
| Malone 20:59 Brown 34:19 O'Sullivan 42:27 Suter 49:50                                         | Marcatori   | 22:12 Dārziņš 41:00 Semjonovs |          |                           |

| Riga 14 maggio 2006, ore 16:15 UTC+3                | Norvegia  | 0 – 3 (0-1; 0-1; 0-1) referto             | Finlandia | Arena Riga (7.345 spett.) |
| Marcatori 09:35 Hentunen 33:30 Jokinen 55:58 Pirnes |           |                                           |           |                           |
|                                                     |           |                                           |           |                           |
|                                                     | Marcatori | 09:35 Hentunen 33:30 Jokinen 55:58 Pirnes |           |                           |

| Riga 14 maggio 2006, ore 20:15 UTC+3 | Canada    | 4 – 6 (1-3; 2-1; 1-2) referto                                                   | Rep. Ceca | Arena Riga (7.474 spett.) |
| Robidas 15:44 Richards 21:51 Hamhuis 31:26 Crosby 41:01 Marcatori 06:34 Hubáček 08:06 Výborný 13:30 Plekanec 35:04 Irgl 46:29 Balaštík 53:39 Erat |           |                                                                                 |           |                           |
| |           |                                                                                 |           |                           |
| Robidas 15:44 Richards 21:51 Hamhuis 31:26 Crosby 41:01                                                                                           | Marcatori | 06:34 Hubáček 08:06 Výborný 13:30 Plekanec 35:04 Irgl 46:29 Balaštík 53:39 Erat |           |                           |

| Riga 15 maggio 2006, ore 20:15 UTC+3                                               | Finlandia | 2 – 4 (1-2; 0-1; 1-1) referto                 | Canada | Arena Riga (7.171 spett.) |
| Koivu 18:15 Nummelin 50:46 Marcatori 05:58 Bergeron 16:57 26:33 Carter 51:36 Boyes |           |                                               |        |                           |
|                                                                                    |           |                                               |        |                           |
| Koivu 18:15 Nummelin 50:46                                                         | Marcatori | 05:58 Bergeron 16:57 26:33 Carter 51:36 Boyes |        |                           |

| Riga 16 maggio 2006, ore 15:15 UTC+3                           | Rep. Ceca | 1 – 3 (0-2; 1-0; 0-1) referto         | Stati Uniti | Arena Riga (7.441 spett.) |
| Michálek 27:25 Marcatori 13:03 Malone 19:43 Cullen 47:25 Brown |           |                                       |             |                           |
|                                                                |           |                                       |             |                           |
| Michálek 27:25                                                 | Marcatori | 13:03 Malone 19:43 Cullen 47:25 Brown |             |                           |

| Riga 16 maggio 2006, ore 19:15 UTC+3                                                         | Lettonia  | 4 – 2 (2-0; 1-1; 1-1) referto | Norvegia | Arena Riga (9.173 spett.) |
| Reķis 06:44 Blinovs 08:34 Dārziņš 36:02 Semjonovs 53:16 Marcatori 30:58 Skrøder 59:34 Nygard |           |                               |          |                           |
|                                                                                              |           |                               |          |                           |
| Reķis 06:44 Blinovs 08:34 Dārziņš 36:02 Semjonovs 53:16                                      | Marcatori | 30:58 Skrøder 59:34 Nygard    |          |                           |

| Pos. |             | PG | V | N | P | GF | GS | DR  | Pt |
| 1.   | Canada      | 5  | 4 | 0 | 1 | 28 | 10 | +18 | 8  |
| 2.   | Finlandia   | 5  | 3 | 1 | 1 | 17 | 7  | +10 | 7  |
| 3.   | Stati Uniti | 5  | 3 | 0 | 2 | 11 | 10 | +1  | 6  |
| 4.   | Rep. Ceca   | 5  | 2 | 2 | 1 | 14 | 12 | +2  | 6  |
| 5.   | Lettonia    | 5  | 1 | 1 | 3 | 7  | 23 | -16 | 3  |
| 6.   | Norvegia    | 5  | 0 | 0 | 5 | 5  | 20 | -15 | 0  |

### Girone F
| Riga 11 maggio 2006, ore 16:15 UTC+3                                                       | Russia    | 6 – 0 (1-0; 0-0; 5-0) referto | Ucraina | Arena Riga (6.963 spett.) |
| Sušinskij 16:06 41:03 Ovečkin 46:06 Kuljaš 48:19 Mozjakin 53:47 Grigorenko 57:03 Marcatori |           |                               |         |                           |
|                                                                                            |           |                               |         |                           |
| Sušinskij 16:06 41:03 Ovečkin 46:06 Kuljaš 48:19 Mozjakin 53:47 Grigorenko 57:03           | Marcatori |                               |         |                           |

| Riga 12 maggio 2006, ore 16:15 UTC+3                          | Svizzera  | 2 – 2 (0-1; 0-1; 2-0) referto | Slovacchia | Skonto Hall (2.325 spett.) |
| Reichert 49:50 Jeannin 58:04 Marcatori 14:18 Cibák 31:33 Milo |           |                               |            |                            |
|                                                               |           |                               |            |                            |
| Reichert 49:50 Jeannin 58:04                                  | Marcatori | 14:18 Cibák 31:33 Milo        |            |                            |

| Riga 12 maggio 2006, ore 20:15 UTC+3                                                      | Svezia    | 4 – 1 (4-0; 0-0; 0-1) referto | Bielorussia | Skonto Hall (2.209 spett.) |
| Nylander 04:16 Nordquist 07:18 Johansson 16:40 Hållberg 18:58 Marcatori 49:14 Zadzjalënaŭ |           |                               |             |                            |
|                                                                                           |           |                               |             |                            |
| Nylander 04:16 Nordquist 07:18 Johansson 16:40 Hållberg 18:58                             | Marcatori | 49:14 Zadzjalënaŭ             |             |                            |

| Riga 13 maggio 2006, ore 20:15 UTC+3                                                                                                | Bielorussia | 9 – 1 (1-0; 3-1; 5-0) referto | Ucraina | Skonto Hall (2.732 spett.) |
| Hraboŭski 10:36 35:47 57:26 Kascjučonak 22:11 Antonenka 22:37 Dudzik 45:06 57:48 Skabelka 46:17 Kopac' 56:40 Marcatori 39:47 Hun'ko |             |                               |         |                            |
| |             |                               |         |                            |
| Hraboŭski 10:36 35:47 57:26 Kascjučonak 22:11 Antonenka 22:37 Dudzik 45:06 57:48 Skabelka 46:17 Kopac' 56:40                        | Marcatori   | 39:47 Hun'ko                  |         |                            |

| Riga 14 maggio 2006, ore 16:15 UTC+3                                                                                                   | Russia    | 6 – 3 (1-0; 1-2; 4-1) referto              | Svizzera | Skonto Hall (3.729 spett.) |
| Zaripov 13:55 Archipov 22:26 Bykov 40:51 Nikulin 42:38 Kulëmin 57:25 Malkin 59:45 Marcatori 22:36 Paterlini 32:33 Forster 45:17 Bezina |           |                                            |          |                            |
| |           |                                            |          |                            |
| Zaripov 13:55 Archipov 22:26 Bykov 40:51 Nikulin 42:38 Kulëmin 57:25 Malkin 59:45                                                      | Marcatori | 22:36 Paterlini 32:33 Forster 45:17 Bezina |          |                            |

| Riga 14 maggio 2006, ore 20:15 UTC+3                                                                                   | Slovacchia | 5 – 2 (2-0; 2-2; 1-0) referto  | Svezia | Skonto Hall (2.882 spett.) |
| Marián Hossa 01:45 Cibák 08:57 Vydarený 21:57 Marcel Hossa 26:22 Kollár 46:33 Marcatori 22:20 Johansson 23:29 Karlsson |            |                                |        |                            |
| |            |                                |        |                            |
| Marián Hossa 01:45 Cibák 08:57 Vydarený 21:57 Marcel Hossa 26:22 Kollár 46:33                                          | Marcatori  | 22:20 Johansson 23:29 Karlsson |        |                            |

| Riga 15 maggio 2006, ore 20:15 UTC+3                                                | Svezia    | 3 – 3 (1-2; 2-0; 0-1) referto     | Russia | Skonto Hall (3.983 spett.) |
| Samuelsson 07:33 20:14 J. Jönsson 22:58 Marcatori 01:22 Ovečkin 11:28 55:47 Michnov |           |                                   |        |                            |
|                                                                                     |           |                                   |        |                            |
| Samuelsson 07:33 20:14 J. Jönsson 22:58                                             | Marcatori | 01:22 Ovečkin 11:28 55:47 Michnov |        |                            |

| Riga 16 maggio 2006, ore 15:15 UTC+3                   | Svizzera  | 1 – 2 (0-1; 0-1; 1-0) referto    | Bielorussia | Skonto Hall (3.170 spett.) |
| Plüss 48:17 Marcatori 09:04 Skabelka 29:58 Zadzjalënaŭ |           |                                  |             |                            |
|                                                        |           |                                  |             |                            |
| Plüss 48:17                                            | Marcatori | 09:04 Skabelka 29:58 Zadzjalënaŭ |             |                            |

| Riga 16 maggio 2006, ore 19:15 UTC+3                                                                       | Ucraina   | 0 – 8 (0-1; 0-4; 0-3) referto                                                                    | Slovacchia | Skonto Hall (2.982 spett.) |
| Marcatori 12:52 44:25 Kapuš 21:36 Milo 25:11 Štrbák 35:46 Kováčik 36:58 Bartovič 49:19 Hudec 58:25 Jurčina |           |                                                                                                  |            |                            |
| |           |                                                                                                  |            |                            |
| | Marcatori | 12:52 44:25 Kapuš 21:36 Milo 25:11 Štrbák 35:46 Kováčik 36:58 Bartovič 49:19 Hudec 58:25 Jurčina |            |                            |

| Pos. |             | PG | V | N | P | GF | GS | DR  | Pt |
| 1.   | Russia      | 5  | 4 | 1 | 0 | 22 | 11 | +11 | 9  |
| 2.   | Svezia      | 5  | 2 | 2 | 1 | 17 | 15 | +2  | 6  |
| 3.   | Bielorussia | 5  | 3 | 0 | 2 | 16 | 10 | +6  | 6  |
| 4.   | Slovacchia  | 5  | 2 | 1 | 2 | 19 | 10 | +9  | 5  |
| 5.   | Svizzera    | 5  | 1 | 2 | 2 | 12 | 15 | -3  | 4  |
| 6.   | Ucraina     | 5  | 0 | 0 | 5 | 4  | 29 | -25 | 0  |

## Girone per non retrocedere

### Girone G
| Riga 12 maggio 2006, ore 12:15 UTC+3                                                | Slovenia  | 3 – 3 (0-2; 1-1; 2-0) referto    | Danimarca | Arena Riga (7.666 spett.) |
| Razingar 24:50 Kranjc 40:23 Sotlar 57:59 Marcatori 01:38 Dahlmann 08:43 25:12 Staal |           |                                  |           |                           |
|                                                                                     |           |                                  |           |                           |
| Razingar 24:50 Kranjc 40:23 Sotlar 57:59                                            | Marcatori | 01:38 Dahlmann 08:43 25:12 Staal |           |                           |

| Riga 12 maggio 2006, ore 16:15 UTC+3                                         | Italia    | 3 – 2 (1-0; 0-2; 2-0) referto     | Kazakistan | Skonto Hall (3.193 spett.) |
| Busillo 05:30 44:55 Helfer 50:16 Marcatori 28:24 Samochavalov 33:35 Žаjlauov |           |                                   |            |                            |
|                                                                              |           |                                   |            |                            |
| Busillo 05:30 44:55 Helfer 50:16                                             | Marcatori | 28:24 Samochavalov 33:35 Žаjlauov |            |                            |

| Riga 13 maggio 2006, ore 16:15 UTC+3                                                   | Kazakistan | 5 – 0 (2-0; 3-0; 0-0) referto | Slovenia | Arena Riga (7.563 spett.) |
| Starčenko 06:09 29:56 Pčeljakov 07:48 Litvinenko 27:10 Krasnoslobodcev 32:11 Marcatori |            |                               |          |                           |
|                                                                                        |            |                               |          |                           |
| Starčenko 06:09 29:56 Pčeljakov 07:48 Litvinenko 27:10 Krasnoslobodcev 32:11           | Marcatori  |                               |          |                           |

| Riga 13 maggio 2006, ore 16:15 UTC+3                                  | Italia    | 0 – 5 (0-1; 0-1; 0-3) referto                               | Danimarca | Skonto Hall (2.640 spett.) |
| Marcatori 04:16 Bødker 37:19 Staal 49:46 55:23 Nielsen 59:50 Damgaard |           |                                                             |           |                            |
|                                                                       |           |                                                             |           |                            |
|                                                                       | Marcatori | 04:16 Bødker 37:19 Staal 49:46 55:23 Nielsen 59:50 Damgaard |           |                            |

| Riga 15 maggio 2006, ore 16:15 UTC+3                                                      | Slovenia  | 3 – 3 (1-0; 2-1; 0-2) referto          | Italia | Arena Riga (6.574 spett.) |
| Kranjc 05:01 Kopitar 22:03 Kontrec 25:25 Marcatori 27:26 44:35 Ansoldi 58:21 Strazzabosco |           |                                        |        |                           |
|                                                                                           |           |                                        |        |                           |
| Kranjc 05:01 Kopitar 22:03 Kontrec 25:25                                                  | Marcatori | 27:26 44:35 Ansoldi 58:21 Strazzabosco |        |                           |

| Riga 15 maggio 2006, ore 16:15 UTC+3                                              | Danimarca | 3 – 2 (1-0; 1-1; 1-1) referto | Kazakistan | Skonto Hall (2.903 spett.) |
| Kjaergaard 13:27 Hansen 34:17 Damgaard 57:26 Marcatori 36:46 Pupkov 59:40 Argokov |           |                               |            |                            |
|                                                                                   |           |                               |            |                            |
| Kjaergaard 13:27 Hansen 34:17 Damgaard 57:26                                      | Marcatori | 36:46 Pupkov 59:40 Argokov    |            |                            |

| Pos. |            | PG | V | N | P | GF | GS | DR | Pt |
| 1.   | Danimarca  | 3  | 2 | 0 | 1 | 11 | 5  | +6 | 5  |
| 2.   | Italia     | 3  | 1 | 1 | 1 | 6  | 10 | -4 | 3  |
| 3.   | Kazakistan | 3  | 1 | 0 | 2 | 9  | 6  | +3 | 2  |
| 4.   | Slovenia   | 3  | 0 | 2 | 1 | 6  | 11 | -5 | 2  |

## Fase ad eliminazione diretta
|  | Quarti di finale | Quarti di finale | Quarti di finale |           |           | Semifinali | Semifinali | Semifinali |        |                 | Finale          | Finale          | Finale |  |
|  |                  |                  |                  |           |           |            |            |            |        |                 |                 |                 |        |  |
|  | E1               | Canada           | 4                |           |           |            |            |            |        |                 |                 |                 |        |  |
|  | E1               | Canada           | 4                |           |           |            |            |            |        |                 |                 |                 |        |  |
|  | F4               | Slovacchia       | 1                |           |           |            |            |            |        |                 |                 |                 |        |  |
|  | F4               | Slovacchia       | 1                |           | Canada    | Canada     | 4          |            |        |                 |                 |                 |        |  |
|  |                  |                  |                  |           | Canada    | Canada     | 4          |            |        |                 |                 |                 |        |  |
|  |                  |                  | Svezia           | Svezia    | 5         |            |            |            |        |                 |                 |                 |        |  |
|  | F2               | Svezia           | Svezia           | Svezia    | 5         | 6          |            |            |        |                 |                 |                 |        |  |
|  | F2               | Svezia           |                  |           |           |            |            |            |        |                 |                 |                 |        |  |
|  | E3               | Stati Uniti      | 0                |           |           |            |            |            |        |                 |                 |                 |        |  |
|  | E3               | Stati Uniti      | 0                |           | Svezia    | Svezia     | 4          |            |        |                 |                 |                 |        |  |
|  |                  |                  |                  |           |           |            |            |            |        |                 |                 |                 |        |  |
|  |                  |                  | Rep. Ceca        | Rep. Ceca | 0         |            |            |            |        |                 |                 |                 |        |  |
|  | F1               | Russia           | Rep. Ceca        | Rep. Ceca | 0         | 3          |            |            |        |                 |                 |                 |        |  |
|  | F1               | Russia           |                  |           |           | 3          |            |            |        |                 |                 |                 |        |  |
|  | E4               | Rep. Ceca        | 4                |           |           |            |            |            |        |                 |                 |                 |        |  |
|  | E4               | Rep. Ceca        | 4                |           | Rep. Ceca | Rep. Ceca  | 3          |            |        | Finale 3º posto | Finale 3º posto | Finale 3º posto |        |  |
|  |                  |                  |                  |           | Rep. Ceca | Rep. Ceca  | 3          |            |        |                 |                 |                 |        |  |
|  |                  |                  | Finlandia        | Finlandia | 1         |            |            |            |        |                 |                 |                 |        |  |
|  | E2               | Finlandia        | Finlandia        | Finlandia | 1         | 3          |            |            | Canada | Canada          | 0               |                 |        |  |
|  | E2               | Finlandia        |                  |           |           |            |            |            | Canada | Canada          | 0               |                 |        |  |
|  | F3               | Bielorussia      | 0                |           |           | Finlandia  | Finlandia  | 5          |        |                 |                 |                 |        |  |

### Quarti di finale
| Riga 17 maggio 2006, ore 15:15 UTC+3                                                 | Svezia    | 6 – 0 (2-0; 2-0; 2-0) referto | Stati Uniti | Arena Riga (2.800 spett.) |
| Hannula 02:48 15:40 48:41 Samuelsson 25:51 J. Jönsson 35:34 Karlsson 58:36 Marcatori |           |                               |             |                           |
|                                                                                      |           |                               |             |                           |
| Hannula 02:48 15:40 48:41 Samuelsson 25:51 J. Jönsson 35:34 Karlsson 58:36           | Marcatori |                               |             |                           |

| Riga 17 maggio 2006, ore 19:15 UTC+3                                           | Canada    | 4 – 1 (0-1; 1-0; 3-0) referto | Slovacchia | Arena Riga (7.129 spett.) |
| Cammalleri 34:35 Bergeron 52:53 Crosby 54:23 Carter 54:32 Marcatori 17:36 Milo |           |                               |            |                           |
|                                                                                |           |                               |            |                           |
| Cammalleri 34:35 Bergeron 52:53 Crosby 54:23 Carter 54:32                      | Marcatori | 17:36 Milo                    |            |                           |

| Riga 18 maggio 2006, ore 16:15 UTC+3                                                                    | Russia    | 3 – 4 (d.t.s.) (1-0; 0-1; 2-2) referto             | Rep. Ceca | Arena Riga (8.082 spett.) |
| Ovečkin 02:30 Mozjakin 45:10 Michnov 58:55 Marcatori 25:45 Kaberle 43:39 Hlinka 47:06 Štefan 67:58 Irgl |           |                                                    |           |                           |
| |           |                                                    |           |                           |
| Ovečkin 02:30 Mozjakin 45:10 Michnov 58:55                                                              | Marcatori | 25:45 Kaberle 43:39 Hlinka 47:06 Štefan 67:58 Irgl |           |                           |

| Riga 18 maggio 2006, ore 20:15 UTC+3                 | Finlandia | 3 – 0 (1-0; 0-0; 2-0) referto | Bielorussia | Arena Riga (7.164 spett.) |
| Hahl 09:24 Peltonen 43:58 O. Jokinen 54:48 Marcatori |           |                               |             |                           |
|                                                      |           |                               |             |                           |
| Hahl 09:24 Peltonen 43:58 O. Jokinen 54:48           | Marcatori |                               |             |                           |

### Semifinali
| Riga 20 maggio 2006, ore 16:15 UTC+3                           | Finlandia | 1 – 3 (1-0; 0-1; 0-2) referto             | Rep. Ceca | Arena Riga (8.763 spett.) |
| Hahl 08:03 Marcatori 28:26 Plekanec 56:17 Výborný 59:14 Hlinka |           |                                           |           |                           |
|                                                                |           |                                           |           |                           |
| Hahl 08:03                                                     | Marcatori | 28:26 Plekanec 56:17 Výborný 59:14 Hlinka |           |                           |

| Riga 20 maggio 2006, ore 20:15 UTC+3 | Canada    | 4 – 5 (2-3; 1-2; 1-0) referto                                                     | Svezia | Arena Riga (8.845 spett.) |
| Calder 08:11 Comrie 16:38 Crosby 39:25 Bergeron 43:38 Marcatori 01:27 Kronwall 04:11 J. Jönsson 11:52 Mårtensson 21:33 Samuelsson 22:41 Nordquist |           |                                                                                   |        |                           |
| |           |                                                                                   |        |                           |
| Calder 08:11 Comrie 16:38 Crosby 39:25 Bergeron 43:38                                                                                             | Marcatori | 01:27 Kronwall 04:11 J. Jönsson 11:52 Mårtensson 21:33 Samuelsson 22:41 Nordquist |        |                           |

### Finale per il 3º posto
| Riga 21 maggio 2006, ore 16:15 UTC+3                                                | Canada    | 0 – 5 (0-1; 0-2; 0-2) referto                                             | Finlandia | Arena Riga (9.365 spett.) |
| Marcatori 04:06 Kallio 25:20 O. Jokinen 36:18 Hahl 42:55 Miettinen 53:56 J. Jokinen |           |                                                                           |           |                           |
|                                                                                     |           |                                                                           |           |                           |
|                                                                                     | Marcatori | 04:06 Kallio 25:20 O. Jokinen 36:18 Hahl 42:55 Miettinen 53:56 J. Jokinen |           |                           |

### Finale
| Riga 21 maggio 2006, ore 20:15 UTC+3                               | Svezia    | 4 – 0 (2-0; 2-0; 0-0) referto | Rep. Ceca | Arena Riga (9.800 spett.) |
| Mattsson 14:36 Emvall 15:13 Kronwall 24:07 Jönsson 37:01 Marcatori |           |                               |           |                           |
|                                                                    |           |                               |           |                           |
| Mattsson 14:36 Emvall 15:13 Kronwall 24:07 Jönsson 37:01           | Marcatori |                               |           |                           |

## Classifica marcatori
| Giocatore         | PG | G | A  | Pt | +/- | MP |
| ----------------- | -- | - | -- | -- | --- | -- |
| Sidney Crosby     | 9  | 8 | 8  | 16 | +7  | 10 |
| Patrice Bergeron  | 9  | 6 | 8  | 14 | +5  | 2  |
| Petteri Nummelin  | 9  | 3 | 11 | 14 | -1  | 2  |
| Niklas Kronwall   | 8  | 2 | 8  | 10 | +3  | 10 |
| Aleksandr Ovečkin | 7  | 6 | 3  | 9  | +6  | 6  |
| Michail Hraboŭski | 7  | 5 | 4  | 9  | +2  | 2  |
| Andreas Karlsson  | 9  | 5 | 4  | 9  | 0   | 6  |
| Mikael Samuelsson | 8  | 4 | 5  | 9  | +7  | 4  |
| Anže Kopitar      | 6  | 3 | 6  | 9  | -2  | 2  |
| Evgenij Malkin    | 7  | 3 | 6  | 9  | +7  | 6  |

Fonte: IIHF.com

## Classifica portieri
| Giocatore       | Min    | TC  | GS | SO | MGS  | Sv%   |
| --------------- | ------ | --- | -- | -- | ---- | ----- |
| Fredrik Norrena | 325:43 | 122 | 6  | 3  | 1.11 | 95.08 |
| Andrėj Mezin    | 417:01 | 239 | 14 | 0  | 2.01 | 94.14 |
| Karol Križan    | 379:41 | 142 | 12 | 3  | 1.90 | 91.55 |
| Sergej Zvjagin  | 278:32 | 105 | 9  | 2  | 1.94 | 91.43 |
| Marc Denis      | 262:41 | 123 | 11 | 2  | 2.51 | 91.06 |

Fonte: IIHF.com

## Classifica finale
| Pos | Squadra     |
| --- | ----------- |
| 1   | Svezia      |
| 2   | Rep. Ceca   |
| 3   | Finlandia   |
| 4   | Canada      |
| 5   | Russia      |
| 6   | Bielorussia |
| 7   | Stati Uniti |
| 8   | Slovacchia  |
| 9   | Svizzera    |
| 10  | Lettonia    |
| 11  | Norvegia    |
| 12  | Ucraina     |
| 13  | Danimarca   |
| 14  | Italia      |
| 15  | Kazakistan  |
| 16  | Slovenia    |

| Campioni del mondo di hockey su ghiaccio 2006 |
| Svezia 8º titolo                              |

Il piazzamento finale è stabilito dai seguenti criteri:
- Posizioni dal 1º al 4º posto: i risultati della finale e della finale per il 3º posto
- Posizioni dal 5º all'8º posto (squadre perdenti ai quarti di finale): il piazzamento nel girone della seconda fase; in caso di parità, i punti raccolti nel girone della seconda fase; in caso di ulteriore parità, la differenza reti nel girone della seconda fase.
- Posizioni dal 9º al 12º posto (5º e 6º classificati nei gironi della seconda fase): il piazzamento nel girone della seconda fase; in caso di parità, i punti raccolti nel girone della seconda fase; in caso di ulteriore parità, la differenza reti nel girone della seconda fase.
- Posizioni dal 13º al 16º posto (girone per non retrocedere): il piazzamento nel girone G

| Promosse nel Gruppo A:         | Germania   | Austria  |
| Retrocesse in Prima Divisione: | Kazakistan | Slovenia |

### Riconoscimenti

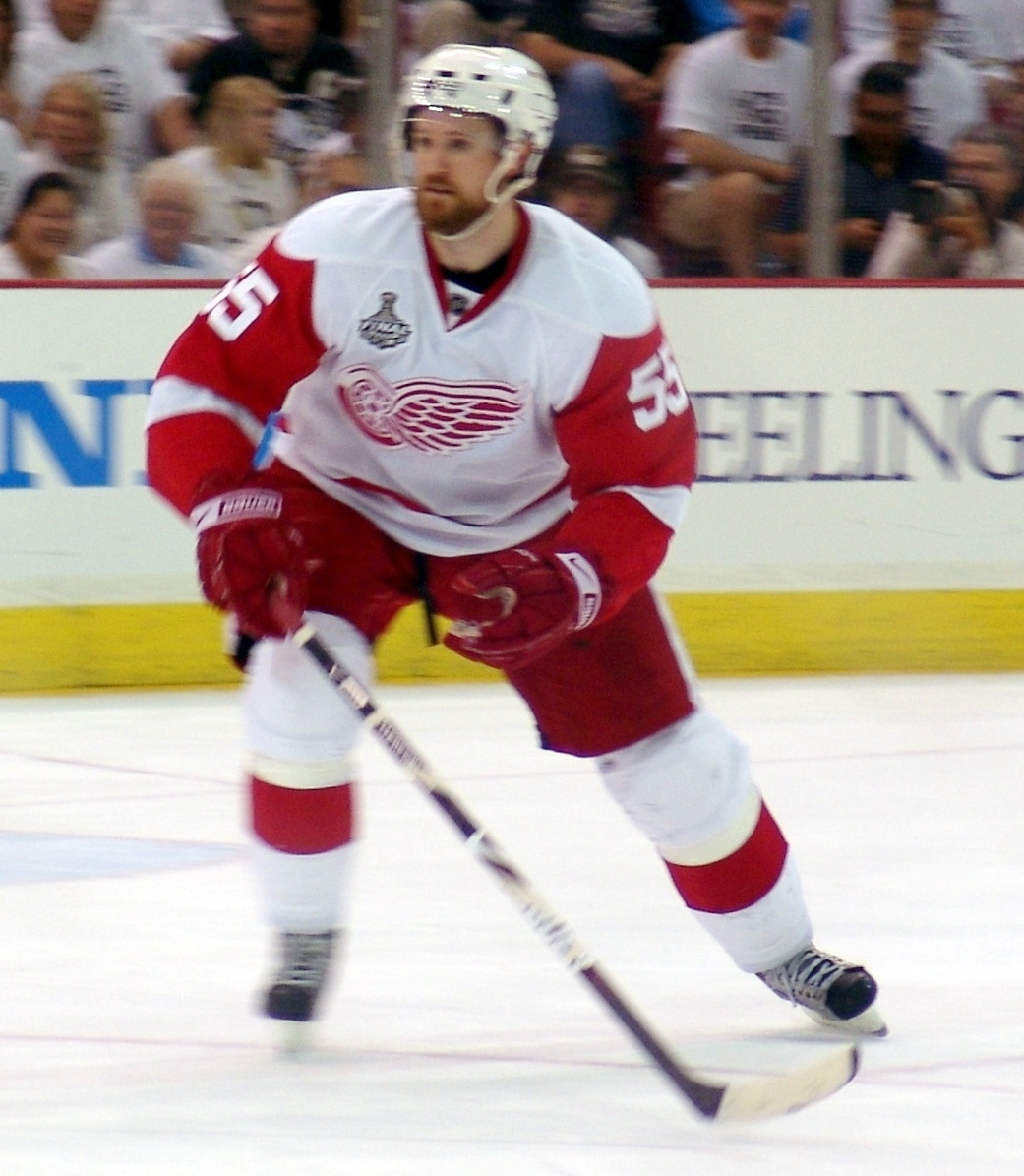
Niklas Kronwall, MVP, miglior difensore e vincitore della medaglia d'oro con la Svezia.

Riconoscimenti individuali
| Premio                  | Giocatore       |
| ----------------------- | --------------- |
| Miglior giocatore (MVP) | Niklas Kronwall |
| Miglior portiere        | Johan Holmqvist |
| Miglior difensore       | Niklas Kronwall |
| Miglior attaccante      | Sidney Crosby   |

All-Star Team
| Attacco:  | Sidney Crosby – David Výborný – Aleksandr Ovečkin |
| Difesa:   | Petteri Nummelin – Niklas Kronwall                |
| Portiere: | Andrėj Mezin                                      |